# Балясы
Балясы (укр. Баляси) — село в Корюковском районе Черниговской области Украины. Население 78 человек. Занимает площадь 0,426 км².
Код КОАТУУ: 7422486502. Почтовый индекс: 15312. Телефонный код: +380 4657.

## Власть
Орган местного самоуправления — Перелюбский сельский совет. Почтовый адрес: 15312, Черниговская обл., Корюковский р-н, с. Перелюб, ул. Центральная, 17.